# Topcza
Topcza (ukr. Топча) – wieś na Ukrainie, w obwodzie rówieńskim, w rejonie rówieńskim, w hromadzie Korzec. W 2001 liczyła 209 mieszkańców.
W okresie międzywojennym wieś znajdowała się w granicach II RP, wchodząc w skład gminy Międzyrzec w powiecie rówieńskim, w województwie wołyńskim.